# Tillandsia

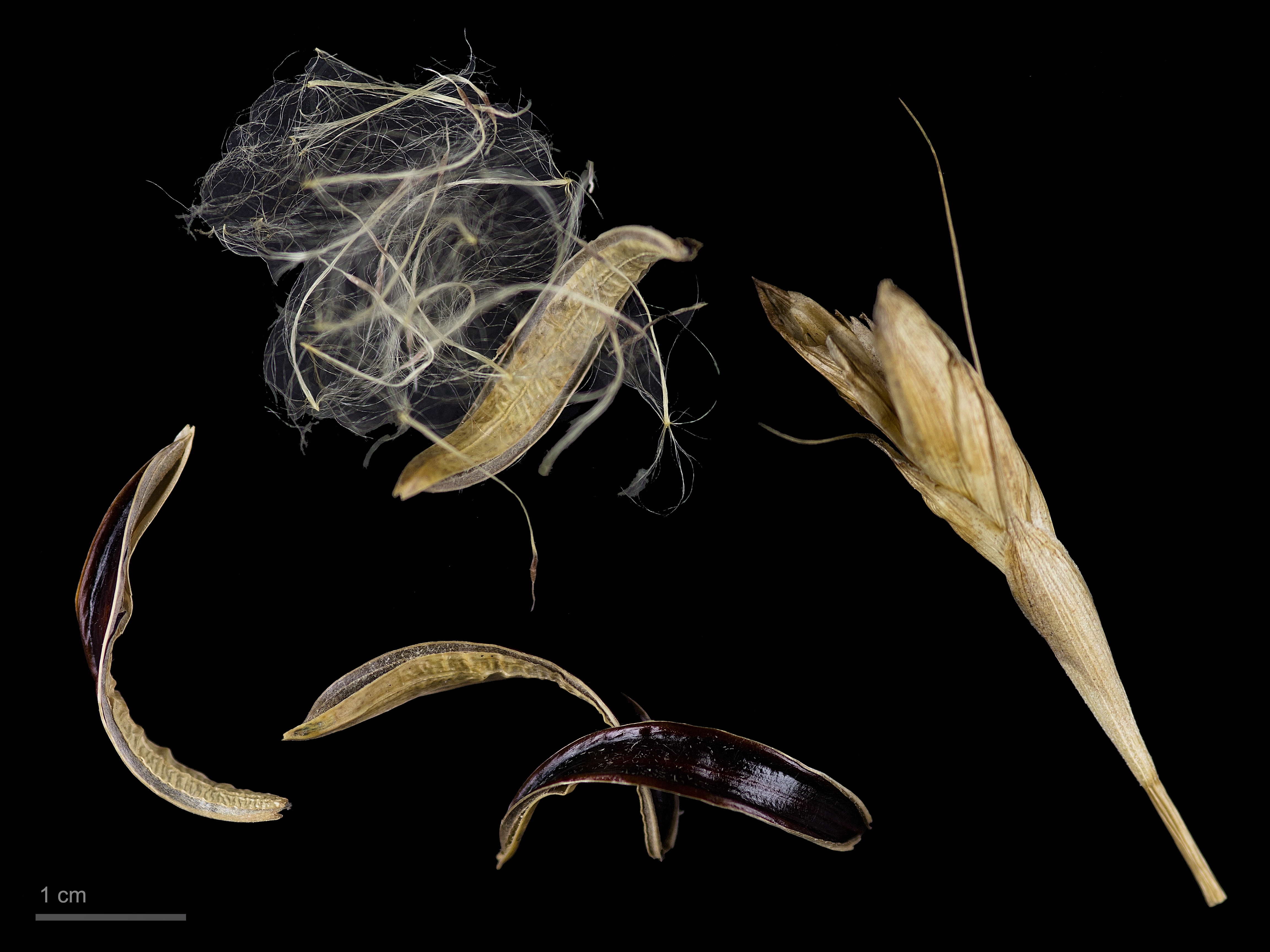
Tillandsia schiedeana

Tillandsia  is een geslacht uit de bromeliafamilie (Bromeliaceae).
Het geslacht telt meer dan driehonderd soorten en komt uit de bossen, woestijnen en bergen van Midden- en Zuid-Amerika, Mexico en het zuiden van de Verenigde Staten. De meeste Tillandsia-soorten hebben geen of nauwelijks wortels en groeien op bomen (epifytisch) of rotsen (lithofytisch). Om deze reden werd het geslacht in 1753 door Linnaeus vernoemd naar de Zweedse botanicus Elias Tillands (1640-1693) (hoogleraar aan de Abo Universiteit in Finland), omdat deze een hekel had aan water. Een van de bekendste Tillandsia-soorten is het Spaans mos.
De dunbladige groene vormen groeien in regenachtige gebieden, en de dikkere grijsbladige in drogere gebieden. Water en voedingsstoffen worden via de schubben op de bladeren opgenomen uit de lucht (stof, regenwater).
Tillandsia-soorten planten zich voort via zaad. Ze vormen echter ook zijscheuten die als ze groot genoeg zijn kunnen worden verwijderd en alleen verder kunnen groeien. Als je ze laat zitten ontstaan op den duur enorm dikke bossen van jonge en oude planten. De bloemen kunnen erg mooi zijn, maar zijn in de regel niet erg groot.
Idealiter kweekt men Tillandsia-soorten in een kas, maar in de huiskamer kunnen ze het ook goed doen.

## Verzorging

### Licht
In de zomer staan Tillandsia-soorten het beste in indirect of enigszins afgeschermd zonlicht. 's Winters is volle zon ook goed. In een niet al te natte zomer staan ze graag buiten.

### Lucht
Frisse, bewegende lucht is ideaal.

### Water
Geef Tillandsia'-soorten bij voorkeur regenwater, tenzij het leidingwater erg zacht is. Het is zaak de planten niet al te nat te houden, daarvan kunnen ze gaan rotten. In de winter is één keer per week sproeien voldoende; in de zomer kan dat wat vaker maar hoeft niet. In een lichte badkamer (met raam dus) waarin wordt gedoucht is de relatieve luchtvochtigheid vaak zo hoog dat de planten daar meestal weinig zorg nodig hebben, afgezien van af en toe wat sproeien. Omdat de planten zo langzaam groeien hebben ze over het algemeen voldoende aan de voedingsstoffen die in het water zitten (ook in regenwater zit van alles).

### Temperatuur
Tillandsia-soorten zijn niet erg kieskeurig qua temperatuur. Deze kan schommelen tussen de 10 en 32 °C. Bij lagere temperaturen kunnen ze echter minder vocht verdragen. Wel moet je rekening houden met de verhouding van licht en temperatuur. 's Winters is er onder onze omstandigheden over het algemeen weinig licht en is een te hoge temperatuur funest. Hang ze dan liever wat kouder en lichter op, bv. voor een raam zonder centrale verwarming er onder. Tillandsia aeranthos kan zelfs vorst verdragen, mits droog gehouden (zie afbeelding van bloeiende plant die 's zomers en 's winters buiten blijft).

### Voedsel
Voeg af en toe een beetje kamerplantenvoedsel of speciale bromeliamest aan het water toe. Tillandsia-soorten groeien echter zeer langzaam en te veel voedsel kan schadelijk zijn.

### Vermenigvuldiging
Na het bloeien, of soms ook zonder gebloeid te hebben, vormen zich kindplantjes rondom of in de moederplant. Deze onttrekken er voedsel aan zodat de moederplant langzaam sterft. Dit kan echter jaren duren. Als de kindplantjes groot genoeg zijn kunnen ze worden losgemaakt en apart worden gekweekt.
De planten kunnen ook uit zaad worden opgekweekt, maar dat is geen sinecure.

### Vastmaken aan een medium
De planten moeten ergens aan vast zitten. Meestal lijmt men ze met een niet-giftige, niet in water oplosbare siliconengel vast aan een mooi stuk hout of een steen. In principe kunnen ze aan elk oppervlak worden bevestigd. In het wild hechten de rudimentaire wortels van de planten zich vast in spleetjes en dergelijke in het hout. Dit doen echter alleen exemplaren die in zo'n spleetje uit zaad zijn opgekomen.

## Aanbod
De meeste soorten die aangeboden worden in tuincentra en dergelijken, zijn afkomstig uit Midden-Amerika (voornamelijk Guatemala). Ze worden op grote schaal uit de natuur gehaald en ter plaatse op kwekerijen verder opgekweekt (tot verkoopbare stekken). Moederplanten (vaak uit de natuur afkomstig) kunnen vaak meerdere stekken geven alvorens ze uitgeput raken. Helaas wordt vaak alleen aan de kortetermijnwinst gedacht, waardoor voor een aantal soorten de natuurlijke populatie in gevaar wordt gebracht. Er staan om die reden reeds zeven soorten op de CITES lijst (app.II) en dat kunnen er dus nog wel meerdere worden. Op kleine schaal worden ook planten vanuit zaad opgekweekt; echter commercieel ligt dit moeilijk omdat de opkweek van een middelgrote soort vijftien tot twintig jaar duurt. Houd dit in uw achterhoofd wanneer u besluit deze planten aan te schaffen.

## Soorten
Er zijn ongeveer vierhonderd soorten:
| - Tillandsia aeranthos - Tillandsia araujei - Tillandsia baileyi Rose ex Small - Tillandsia balbisiana J.A. & J.H. Schultes - Tillandsia bartramii Ell. - Tillandsia bulbosa Hook. - Tillandsia caput-medusae - Tillandsia circinnata - Tillandsia cyanea - Tillandsia dyeriana - Tillandsia fasciculata Sw. - Tillandsia festucoides Brongn. ex Mez - Tillandsia flabellata - Tillandsia flexuosa Sw. - Tillandsia ionanthe - Tillandsia juncea | - Tillandsia lindenii Regel - Tillandsia lineatispica Mez - Tillandsia meridionalis - Tillandsia paucifolia Baker - Tillandsia pruinosa Sw. - Tillandsia recurvata (L.) L. - Tillandsia setacea Sw. - Tillandsia streptophylla - Tillandsia stricta - Tillandsia tectorum - Tillandsia tenuifolia L. - Tillandsia usneoides (L.) L.: (Spaans mos) - Tillandsia utriculata L. - Tillandsia variabilis Schlecht. - Tillandsia xeropgraphica |

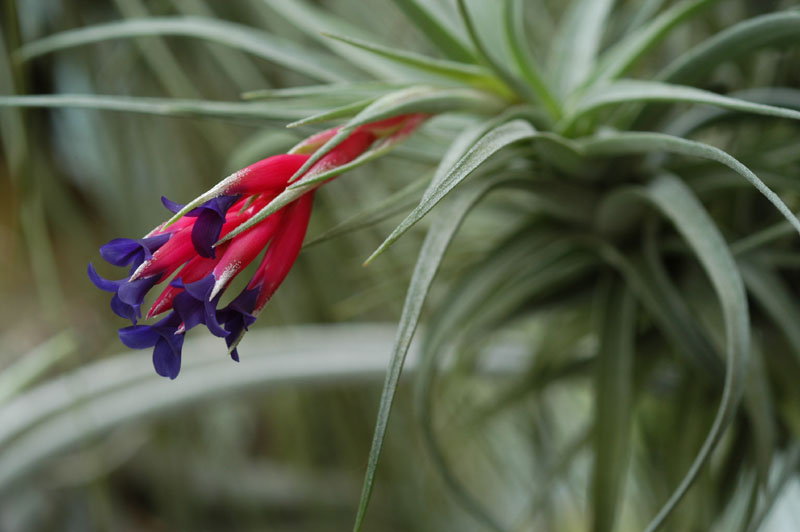
Bloeiende Tillandsia aeranthos
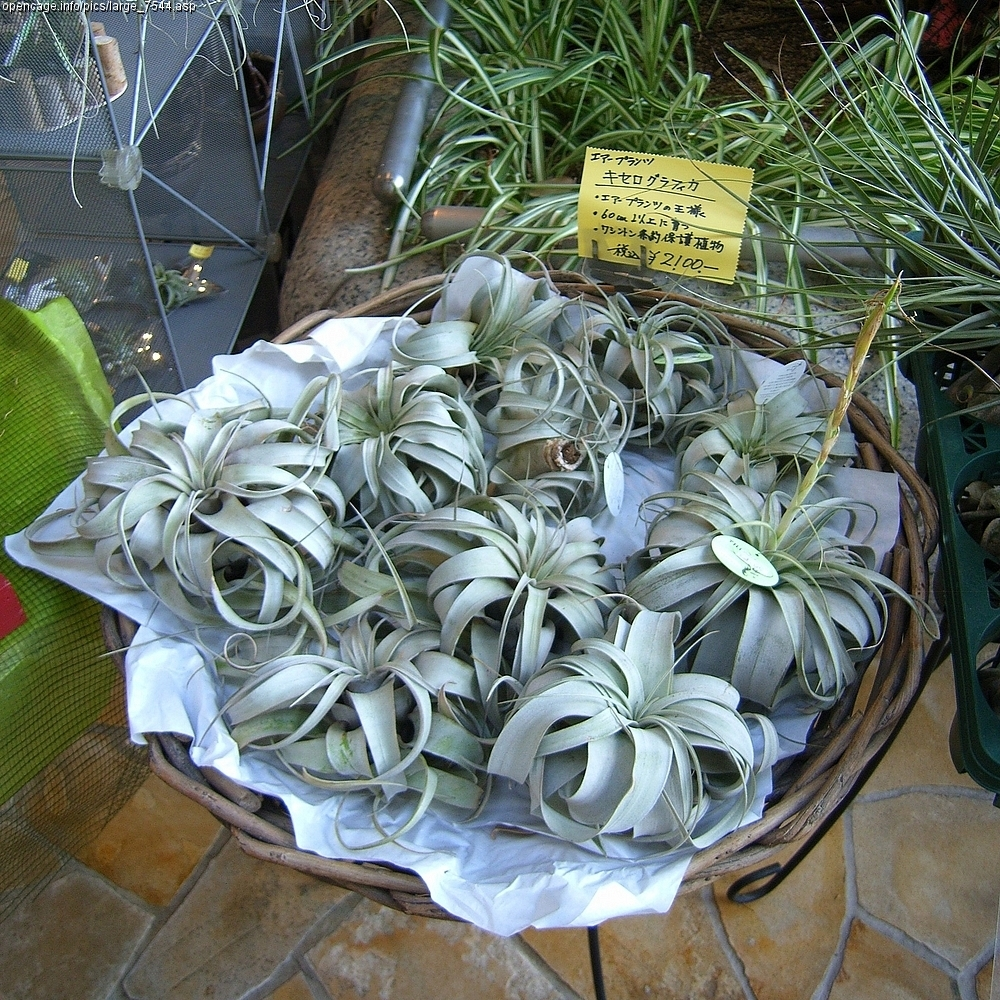
Tillandsia xerographica
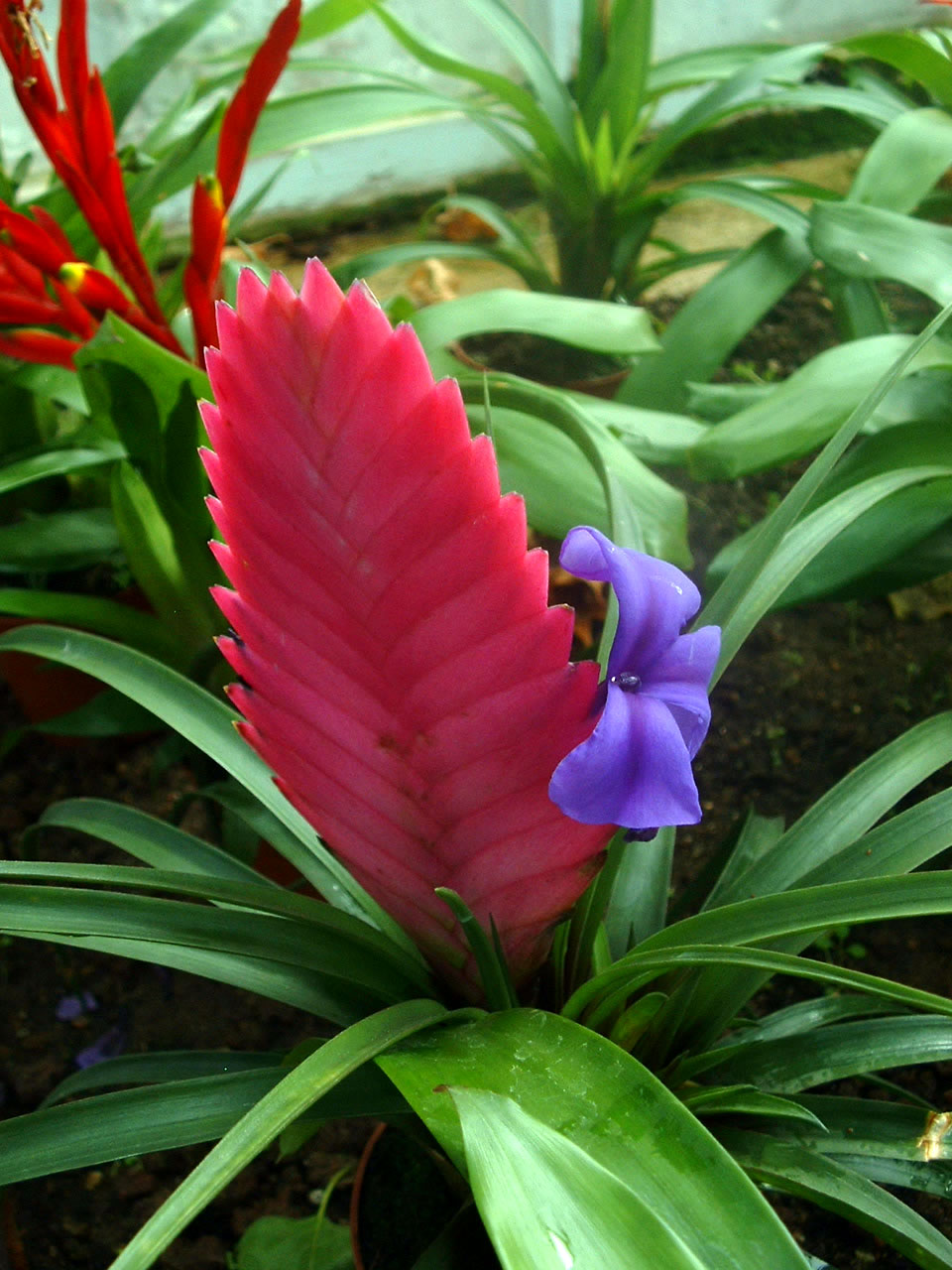
Tillandsia cyanea
Spaans mos (Tillandsia usneoides)
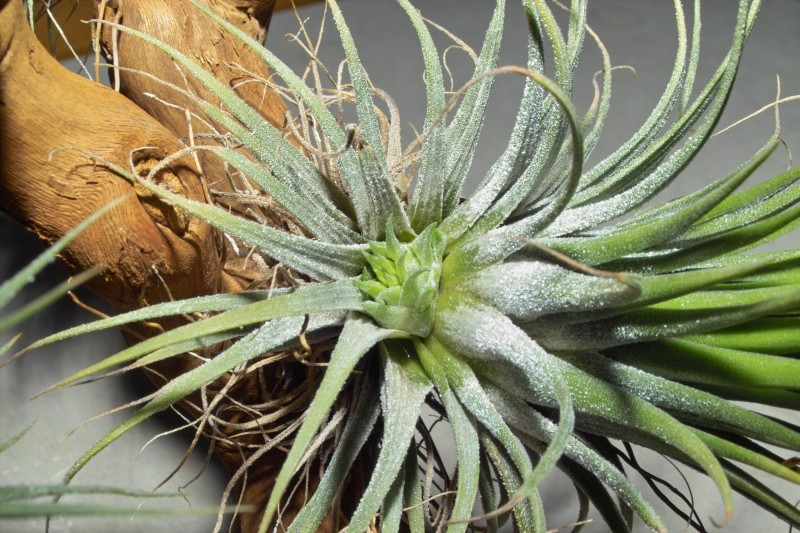
Tillandsia ionantha
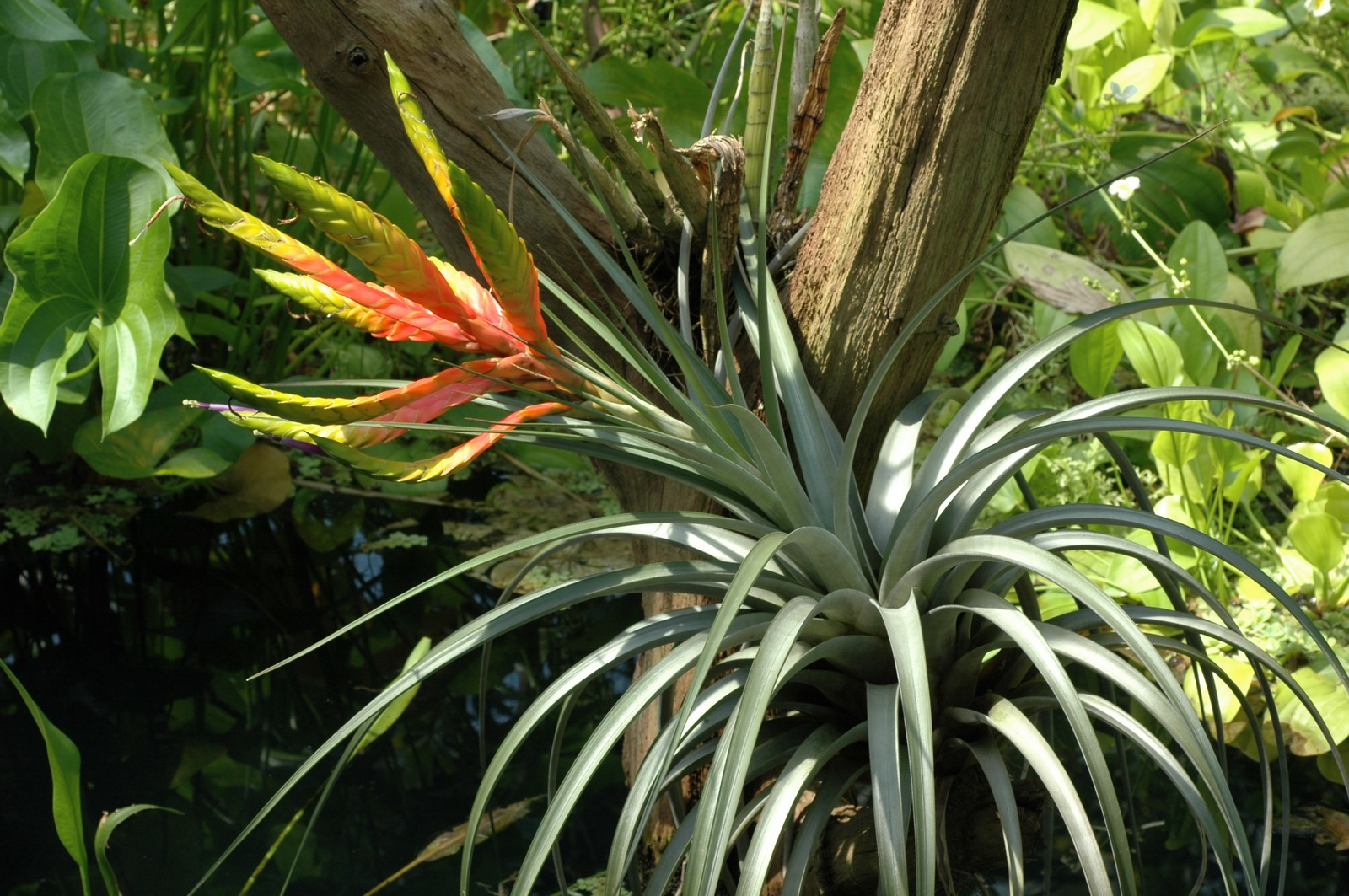
Tillandsia fasciculata
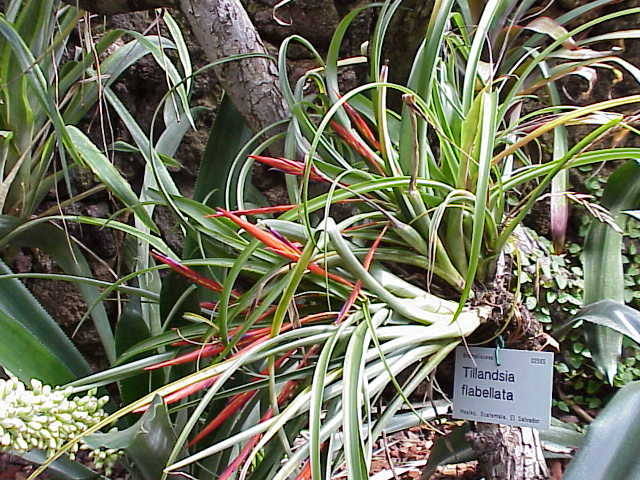
Tillandsia flabellata
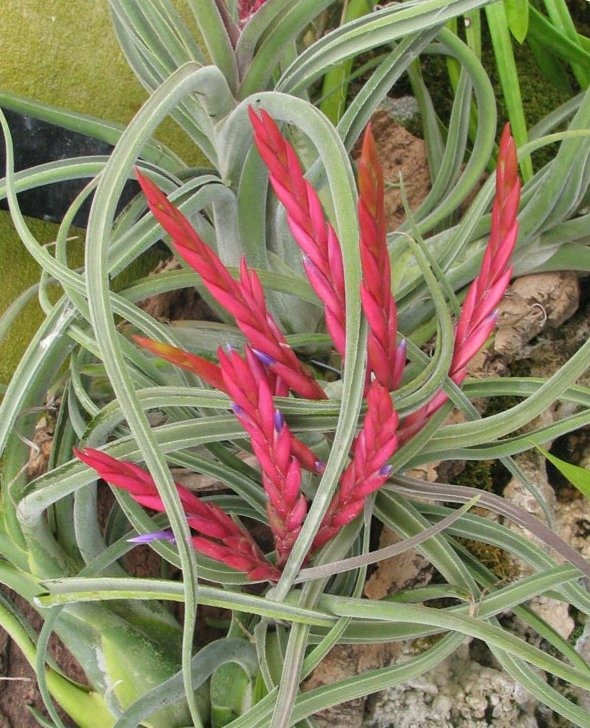
Tillandsia caput-medusae
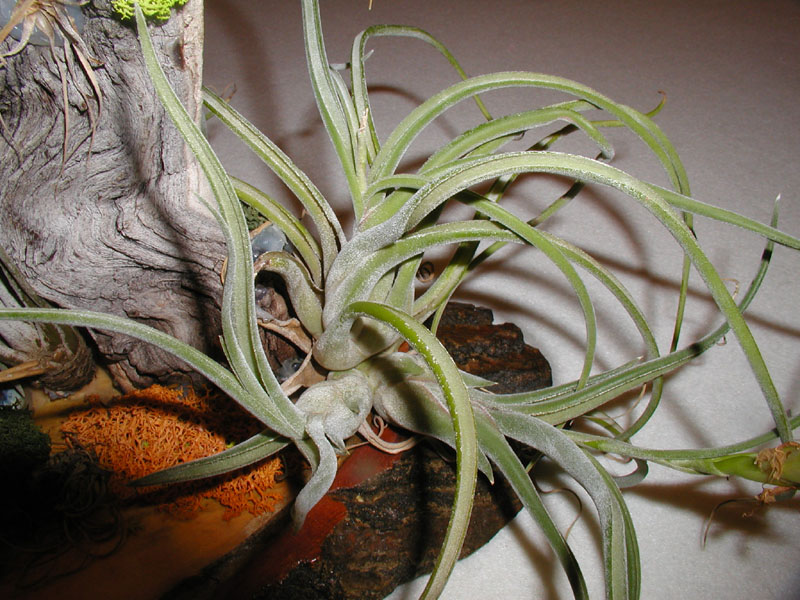
Tillandsia caput-medusae met twee scheutjes
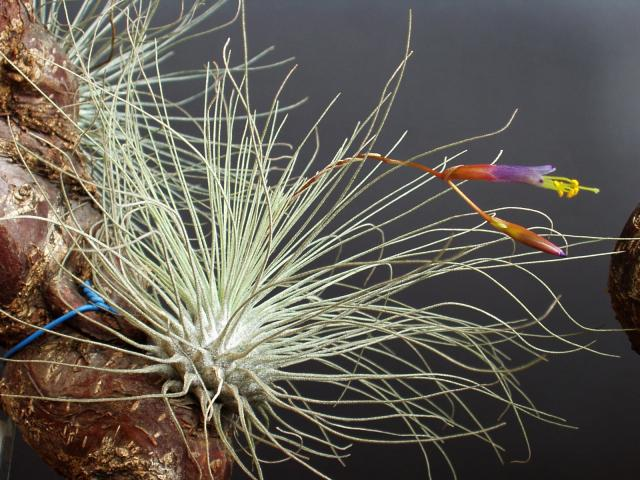
Bloeiende Tillandsia argentea
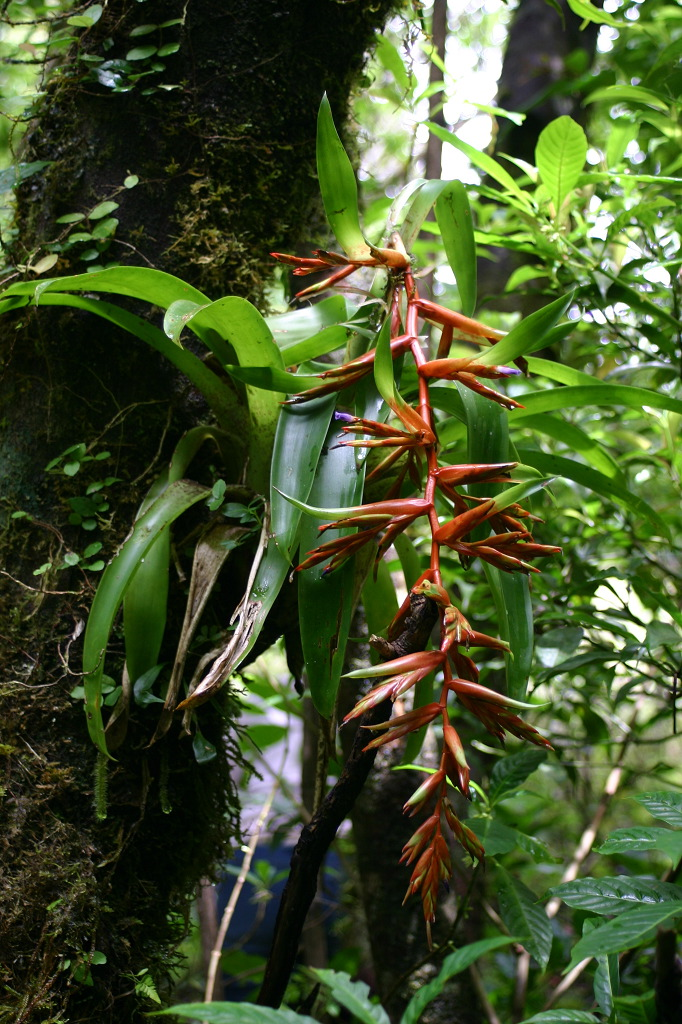
Tillandsia excelsa
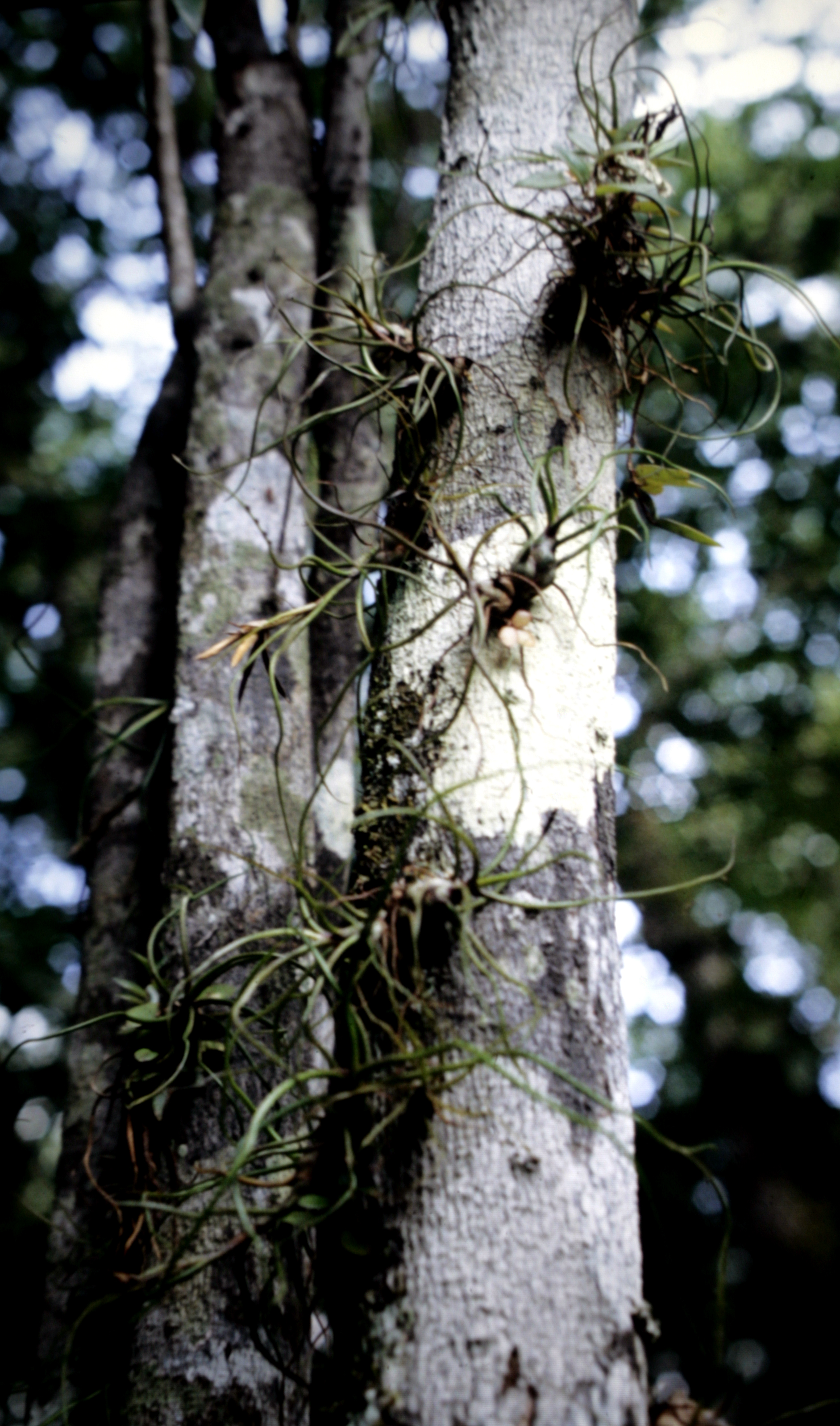
Tillandsia bulbosa op een boomstam in Suriname